# Karl Hodurek
Karl Hodurek, též Karol Hodurek, byl rakouský politik ze Slezska, během revolučního roku 1848 poslanec Říšského sněmu.

## Biografie
Roku 1849 se uvádí jako Karl Hodurek, měšťan a majitel domu ve Strumeni. Uvádí se etnicky jako Slovan.
Během revolučního roku 1848 se zapojil do veřejného dění. Ve volbách roku 1848 byl zvolen i na ústavodárný Říšský sněm. Zastupoval volební obvod Těšín. Tehdy se uváděl coby měšťan a majitel domu. Řadil se k sněmovní levici.
V roce 1854 je jistý Karl Hodurek uváděn jako starosta ve Strumeni.